# اوجالحاتی
اوجالحاتی (به لاتین: Ujalhati) یک منطقهٔ مسکونی در بنگلادش است که در ناحیه میمن‌سینگ واقع شده‌است. اوجالحاتی ۱٬۰۰۸ نفر جمعیت دارد.